# Tricia Tanaka Is Dead (Lost)
Tricia Tanaka Is Dead este un episod al serialului de televiziune Lost, sezonul 3.